# Giampaolo Calanchini
Giampaolo Calanchini (né le 4 février 1937 à Argenta et mort le 19 mars 2007 à Bologne) est un sabreur italien.

## Biographie
Giampaolo Calanchini dispute deux éditions des Jeux olympiques. En 1960 à Rome, il est médaillé de bronze olympique de sabre par équipe avec Wladimiro Calarese, Pierluigi Chicca, Mario Ravagnan et Roberto Ferrari. Il est médaillé d'argent par équipe en 1964 à Tokyo (avec Wladimiro Calarese, Cesare Salvadori, Pierluigi Chicca et Mario Ravagnan).
Il est aussi médaillé d'argent en sabre par équipes aux Mondiaux de 1965 à Paris.